# Prkovići
Prkovići su naselje u općini Višnjan, Istarska županija, Republika Hrvatska.

## Povijest
Do teritorijalnog preustroja Hrvatske bili su u sastavu stare općine Poreč. Kao samostalno naselje Prkovići se javljaju od popisa stanovništva 2011. godine.

## Stanovništvo
Pri popisu stanovništva 2011. godine Prkovići nisu imali stanovnika.